# Српски кривак
Српски Кривак (познат и као осмак и стакларац) је старинска сорта белог кукуруза типа тврдунаца (Zea mays indurata). Користи се претежно за људску исхрану. Биљка се добро прилагођава оштрим брдско-планинским условима. Стабљика је слабо развијена али је отпорна на сушу и остале временске (не)прилике. На једном струку обично роди по један клип, а на плоднијој и боље обрађеној земљи по два. Клип је дугачак до 30 cm и често је благо закривљен. На клипу се обично налази осам неправилних редова, па је у народу познат и као „Осмак“. Кривак или Осмак има изузетан укус и зато се одржао до данашњег дана, упркос бројним хибридним сортама које су вишеструко родније и економичније од њега.

## Узгој
У Србији, посебно у Драгачевском крају, Кривак се гаји одвајкада. Некада је био доминатна житарица, а у последње време се узгаја само у ограниченим количинама. У овом крају свако домаћинство посеје по неколико редова Кривака, да има за проју. Кривак се, као и остале сорте кукуруза, бере у октобру и то најчешће ручно. Ако се, приликом бербе на њиви, клипови ломе заједно са шушком, онда је неопходно да се, увече, у дворишту домаћина обавља тзв. комишање (одвајање шушке од клипова). Некада је комишање представљало изузетан догађај у селу. На њему су се окупљали рођаци, пријатељи, комшије. Највећи и најлепши примерци, са поврнутом и заплетеном шушком, се каче испод стрехе, на јужној страни куће или амбара, да би се сачували за семе. И тако, сваке године, из генерације у генерацију.

## Спрема
Окомишани клипови кривака се, обавезно, одвајају од других сорти кукуруза и суше у посебном делу амбара. После сушења Кривак се круни, најчешће ручно. Окруњена зрна се сипају у јутане џакове и носе у воденицу на „хладно млевење“. Некада је било много воденица широм Србије и све оне су даноноћно радиле.

## Употреба
Користи се за припрему проје.